# 劉顯世

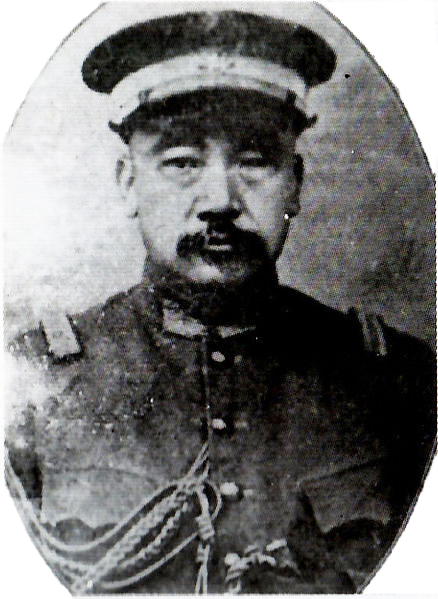

劉顯世（1870年5月8日—1927年10月14日），字如周，号经碩，男，贵州兴义人，清末民初军事将领。黔軍领导人之一，黔军興義系首领。

## 生平

### 貴州旧軍领袖
他的父亲刘官礼是以興義县为据点的团练統領。后来劉顯世参加了父亲的团练，加入广西省的会党激战。当时，劉氏父子推进了興義县的教育事业，在贵州省内形成了政治人脈。
1911年（宣統3年）11月3日，貴州以新建陸軍（新軍）为中心响应武昌起義，也举行了反清起义。11月4日大漢貴州軍政府成立。当時，劉顯世以团练为主体的旧軍支持清朝，后来在立憲派的枢密院副院長任可澄的引领下入貴陽，加入了貴州軍政府。此后，劉顯世任枢密院枢密員兼軍事股主任、貴州中西两路統領等軍事要職。
後来，劉顯世的貴州旧軍同任可澄的貴州立憲派联合，枢密院院長張百麟的貴州革命派同貴州都督楊荩誠的貴州新軍联合，双方产生对立。1912年（民国元年）3月，劉顯世同任可澄将雲南軍政府唐继尧率领的滇軍迎入貴陽，将对立勢力駆逐肃清。唐就任貴州都督，劉任貴州国民軍总司令。唐和劉在1913年（民国2年）二次革命中支持袁世凱。同年11月，唐就任雲南都督，劉任貴州護軍使，成为貴州的統治者。劉以後继续保持对袁的忠实姿态。

### 護国战争中的得势与失势
1915年（民国4年）12月，蔡鍔和唐继尧为阻止袁世凱称帝而在雲南发动護国战争。劉顯世起初支持袁世凱称帝，和唐分道扬镳。后来，護国軍支持黔軍第1团团長王文華（劉顯世的外甥）和貴州民政長戴戡反袁，这对劉顯世是不小的压力。
結果劉顯世于1916年（民国5年）1月27日转而支持護国軍并发表贵州独立宣言，派王文華率黔軍入四川省。黔軍在護国战争中很活跃。袁世凯取消帝制后不久死去。此後，北京政府的黎元洪任命劉为貴州督軍兼省長。
護法战争中，劉顯世被视为南方政府的重要人物之一。但因为他原来政治姿态偏向北京政府，所以和孫文的关系不佳，不满唐继尧追随孙文的政治行動。劉在貴州省内推进扩軍，結果優勢的軍事力量掌握在王文華等軍人派閥（“新派”）手中，同劉代表的旧世代軍人与政治家派閥（“旧派”）之间的对立加深。
1920年（民国9年）9月，王文華从遠征的四川敗退回贵州。同年11月，他发动了肃清旧派的行动（“民九事变”）。新派军人杀掉旧派骨干，刘也不得不下野。可是王文华在和部下袁祖銘的斗争中被暗殺，貴州政治形势再度混沌。

### 东山再起失敗
1923年（民国12年）3月，劉顯世获得唐继虞（唐继尧的弟弟）所率滇軍的支援，驱走了袁祖銘，重归貴陽。此后，唐继虞任貴州軍事善後督办，劉任辅佐他的貴州軍事善後会办。1925年（民国14年）1月，勢力重兴的袁祖銘同唐继尧和解，重返貴陽，劉顯世与唐継虞共同撤退到昆明。自此，事实上劉在軍事上和政治上的生涯均告终结。
1927年（民国16年）10月14日，他在昆明病逝。享年58岁（满57歳）。
劉顯世形成的黔軍派閥以他的出生地兴义县而被称做“興義系”，王文華、袁祖銘皆为该系的一員。1927年以后，该系衰败，被周西成领导的桐梓系取代。

## 家庭
- 弟：刘显治
- 孙：劉達人，長期在外交部任職。